# Top 14 de la URBA 2014
El Top 14 de la URBA del 2014 fue el séptimo bajo este nombre y el centésimo decimotercer torneo de rugby de la Capital Federal y alrededores y el décimo noveno desde que se creó la mencionada unión. Por razones de patrocinio se lo conoció como URBA Top 14 Copa DIRECTV presentada por QBE Seguros La Buenos Aires.
Fue disputado durante la segunda mitad del año, con los mejores catorce equipos del Grupo I de la URBA. Además, también se determinaron los siete equipos que participaron del renovado Torneo Nacional de Clubes en su edición 2015. Comenzó el 5 de julio y finalizó el 25 de octubre con la final del certamen.
Además, respecto a la anterior, existió un repechaje entre el séptimo y el décimo ubicados en la tabla para determinar el último cupo al Nacional de Clubes, y los siete clasificados a dicho torneo clasifican de manera directa al siguiente Top 14.
Tras dos años Hindú Club volvió a consagrarse campeón, venciendo en la final al vigente defensor de la corona, C.U.B.A., en cancha del C.A.S.I. 29 a 17 y así obtuvo su octavo título superior.

## Equipos participantes
| Equipo                             | Localidad           | POS 2013         | Cant | Clasif     |
| ---------------------------------- | ------------------- | ---------------- | ---- | ---------- |
| Asociación Alumni                  | Malvinas Argentinas | 7.º              | 6    | 4.º zona A |
| Belgrano Athletic Club             | Pilar               | Cuartos de final | 6    | 2.º zona A |
| Club Atlético de San Isidro        | San Isidro          | Cuartos de final | 6    | 2.º zona B |
| Club Atlético del Rosario          | Rosario             | 8.º              | 5    | 4.º zona B |
| Club Newman                        | Benavídez           | Semifinalista    | 6    | 2.º zona C |
| Club Pucará                        | Almirante Brown     | -                | 5    | 1.º zona C |
| Club Regatas de Bella Vista        | San Miguel          | 9.º              | 2    | 4.º zona C |
| Club San Luis                      | La Plata            | 12.º             | 5    | 5.º zona A |
| Club Universitario de Buenos Aires | Villa de Mayo       | Campeón          | 4    | 1.º zona A |
| Hindú Club                         | Don Torcuato        | Subcampeón       | 5    | 1.º zona B |
| La Plata Rugby Club                | La Plata            | 11.º             | 6    | 3.º zona B |
| Lomas Athletic Club                | Lomas de Zamora     | 10.º             | 5    | 5.º zona C |
| Pueyrredón Rugby Club              | San Isidro          | -                | -    | 3.º zona A |
| San Isidro Club                    | San Isidro          | Semifinalista    | 6    | 3.º zona C |

## Forma de disputa y reglamentaciones
El campeonato está dividido en dos etapas, la etapa regular y la etapa eliminatoria.
Etapa regular
Los equipos se enfrentan entre sí una sola vez en cancha de uno de los dos en cuestión. Se otorgaron cuatro (4) puntos por victoria, dos (2) por empate y ninguno (0) en caso de derrota. También se otorga punto bónus:
- El punto bonus ofensivo se da cuando un equipo logra cuatro o más tries (o conversiones).
- El punto bonus defensivo se da cuando un equipo pierde por una diferencia de hasta siete puntos.

Los dos mejores equipos avanzan directamente a las semifinales, mientras que del tercer al sexto puesto disputan una etapa previa para determinar los otros dos participantes en semifinales.
Además, los siete mejores equipos acceden al Torneo Nacional de Clubes 2015 y al Top 14 de la URBA 2015.
Etapa eliminatoria
Los equipos ubicados tercero y cuarto se enfrentan al sexto y quinto respectivamente para determinar quienes avanzan a las semifinales. Los dos ganadores se enfrentan al primero y segundo y los ganadores de las semifinales, avanzan a la final para determinar al campeón.

## Etapa regular
| Pos. | Equipo               | Encuentros | Encuentros | Encuentros | Encuentros | Tantos | Tantos | Tantos | PB | PB | Puntos |
| Pos. | Equipo               | PJ         | PG         | PE         | PP         | F      | C      | Dif    | BO | BD | Puntos |
| ---- | -------------------- | ---------- | ---------- | ---------- | ---------- | ------ | ------ | ------ | -- | -- | ------ |
| 1.º  | Hindú                | 13         | 11         | 1          | 1          | 324    | 207    | +117   | 4  |    | 50     |
| 2.º  | La Plata RC          | 13         | 11         | 1          | 1          | 362    | 263    | +99    | 2  |    | 48     |
| 3.º  | C.U.B.A.             | 13         | 11         | 0          | 2          | 369    | 188    | +181   | 3  | 1  | 48     |
| 4.º  | Newman               | 13         | 8          | 0          | 5          | 330    | 243    | +87    | 5  | 3  | 40     |
| 5.º  | Belgrano Athletic    | 13         | 8          | 0          | 5          | 347    | 277    | +70    | 3  | 4  | 39     |
| 6.º  | Pucará               | 13         | 8          | 0          | 5          | 272    | 224    | +48    | 1  | 4  | 37     |
| 7.º  | Atlético del Rosario | 13         | 7          | 0          | 6          | 304    | 267    | +37    | 2  | 6  | 36     |
| 8.º  | C.A.S.I.             | 13         | 7          | 0          | 6          | 310    | 263    | +47    | 3  | 4  | 35     |
| 9.º  | S.I.C.               | 13         | 6          | 0          | 7          | 285    | 304    | -19    | 3  | 2  | 29     |
| 10.º | Alumni               | 13         | 4          | 0          | 9          | 261    | 318    | -57    | 1  | 5  | 22     |
| 11.º | San Luis             | 13         | 4          | 0          | 9          | 257    | 337    | -80    | 1  | 3  | 20     |
| 12.º | Regatas Bella Vista  | 13         | 3          | 0          | 10         | 312    | 423    | -111   | 1  | 3  | 16     |
| 13.º | Lomas Athletic       | 13         | 2          | 0          | 11         | 174    | 342    | -168   |    | 4  | 12     |
| 14.º | Pueyrredón           | 13         | 0          | 0          | 13         | 178    | 429    | -251   |    | 2  | 2      |

|  | Clasificados a las semifinales y al Campeonato Nacional de Clubes.      |
|  | Clasificados a cuartos de final y al Campeonato Nacional de Clubes.     |
|  | Disputan un repechaje para clasificar al Campeonato Nacional de Clubes. |

### Partidos
| Pucará     | 20 - 0  | SIC              |
| Hindú      | 23 - 34 | Belgrano AC      |
| Pueyrredon | 14 - 31 | Atl. del Rosario |
| Regatas    | 31 - 12 | Lomas AC         |
| CUBA       | 13 - 6  | Newman           |
| CASI       | 22 - 23 | La Plata RC      |
| Alumni     | 10 - 6  | San Luis         |

| La Plata RC      | 24 - 13 | CUBA       |
| Newman           | 28 - 0  | Regatas    |
| Lomas AC         | 20 - 15 | Pueyrredon |
| Atl. del Rosario | 19 - 26 | Hindú      |
| Belgrano AC      | 13 - 16 | Pucará     |
| SIC              | 32 - 19 | San Luis   |
| CASI             | 11 - 22 | Alumni     |

| San Luis   | 23 - 26 | Belgrano AC      |
| Pucará     | 23 - 31 | Atl. del Rosario |
| Hindú      | 20 - 7  | Lomas AC         |
| Pueyrredon | 7 - 38  | Newman           |
| Regatas    | 24 - 27 | La Plata RC      |
| CUBA       | 28 - 13 | CASI             |
| Alumni     | 20 - 22 | SIC              |

| CASI             | 39 - 34 | Regatas    |
| La Plata RC      | 46 - 24 | Pueyrredon |
| Newman           | 3 - 26  | Hindú      |
| Lomas AC         | 13 - 17 | Pucará     |
| Atl. del Rosario | 22 - 24 | San Luis   |
| Belgrano AC      | 34 - 31 | SIC        |
| CUBA             | 19 - 7  | Alumni     |

| SIC        | 29 - 25 | Atl. del Rosario |
| San Luis   | 17 - 16 | Lomas AC         |
| Pucará     | 16 - 19 | Newman           |
| Hindú      | 20 - 20 | La Plata RC      |
| Pueyrredon | 16 - 25 | CASI             |
| Regatas    | 42 - 50 | CUBA             |
| Alumni     | 13 - 34 | Belgrano         |

| CUBA             | 28 - 8  | Pueyrredon  |
| CASI             | 21 - 27 | Hindú       |
| La Plata RC      | 34 - 33 | Pucará      |
| Newman           | 46 - 22 | San Luis    |
| Lomas AC         | 15 - 14 | SIC         |
| Atl. del Rosario | 27 - 21 | Belgrano AC |
| Regatas          | 39 - 32 | Alumni      |

| Belgrano AC | 29 - 25 | Lomas AC         |
| SIC         | 9 - 29  | Newman           |
| San Luis    | 13 - 21 | La Plata RC      |
| Pucará      | 23 - 19 | CASI             |
| Hindú       | 29 - 25 | CUBA             |
| Pueyrredon  | 25 - 38 | Regatas          |
| Alumni      | 22 - 24 | Atl. del Rosario |

| CASI        | 40 - 14 | San Luis         |
| La Plata RC | 17 - 25 | SIC              |
| Newman      | 35 - 21 | Belgrano AC      |
| Lomas AC    | 19 - 23 | Atl. del Rosario |
| Pueyrredon  | 10 - 34 | Alumni           |
| Regatas     | 14 - 16 | Hindú            |
| CUBA        | 16 - 12 | Pucará           |

| Atl. del Rosario | 27 - 24 | Newman      |
| Belgrano AC      | 20 - 23 | La Plata RC |
| SIC              | 20 - 30 | CASI        |
| San Luis         | 24 - 42 | CUBA        |
| Pucará           | 27 - 15 | Regatas     |
| Hindú            | 27 - 7  | Pueyrredon  |
| Alumni           | 34 - 21 | Lomas AC    |

| Pueyrredon | 17 - 23 | Pucará           |
| Regatas    | 29 - 43 | San Luis         |
| CUBA       | 39 - 3  | SIC              |
| CASI       | 20 - 23 | Belgrano AC      |
| La Plata   | 17 - 10 | Atl. del Rosario |
| Newman     | 28 - 10 | Lomas AC         |
| Hindú      | 40 - 17 | Alumni           |

| Lomas AC         | 16 - 31 | La Plata   |
| Atl. del Rosario | 13 - 15 | CASI       |
| Belgrano AC      | 8 - 15  | CUBA       |
| SIC              | 33 - 14 | Regatas    |
| San Luis         | 34 - 14 | Pueyrredon |
| Pucará           | 10 - 17 | Hindú      |
| Alumni           | 16 - 18 | Newman     |

| Hindú       | 20 - 15 | San Luis         |
| Pueyrredon  | 10 - 52 | SIC              |
| Regatas     | 14 - 51 | Belgrano AC      |
| CUBA        | 15 - 12 | Atl. del Rosario |
| CASI        | 17 - 0  | Lomas AC         |
| La Plata RC | 38 - 36 | Newman           |
| Pucará      | 33 - 27 | Alumni           |

| Newman           | 20 - 38 | CASI        |
| Lomas AC         | 0 - 66  | CUBA        |
| Atl. del Rosario | 40 - 18 | Regatas     |
| Belgrano AC      | 33 - 11 | Pueyrredon  |
| SIC              | 15 - 32 | Hindú       |
| San Luis         | 3 - 19  | Pucará      |
| Alumni           | 7 - 41  | La Plata RC |

## Etapa eliminatoria
|  | Cuartos de final | Cuartos de final |             |    | Semifinales | Semifinales |  |       | Final | Final |  |
|  |                  |                  |             |    |             |             |  |       |       |       |  |
|  |                  |                  |             |    |             |             |  |       |       |       |  |
|  |                  |                  |             |    |             |             |  |       |       |       |  |
|  |                  |                  |             |    |             |             |  |       |       |       |  |
|  |                  |                  |             |    |             |             |  |       |       |       |  |
|  |                  | Hindú            | 18          |    |             |             |  |       |       |       |  |
|  |                  |                  | 18          |    |             |             |  |       |       |       |  |
|  |                  |                  | Belgrano AC | 16 |             |             |  |       |       |       |  |
|  | Newman           | 15               | Belgrano AC | 16 |             |             |  |       |       |       |  |
|  | Newman           | 15               |             |    |             |             |  |       |       |       |  |
|  | Belgrano AC      | 20               |             |    |             |             |  |       |       |       |  |
|  | Belgrano AC      | 20               |             |    |             |             |  | Hindú | 29    |       |  |
|  |                  |                  |             |    |             |             |  | Hindú | 29    |       |  |
|  |                  |                  | C.U.B.A.    | 17 |             |             |  |       |       |       |  |
|  |                  |                  | C.U.B.A.    | 17 |             |             |  |       |       |       |  |
|  |                  |                  |             |    |             |             |  |       |       |       |  |
|  |                  |                  |             |    |             |             |  |       |       |       |  |
|  |                  | La Plata RC      | 14          |    |             |             |  |       |       |       |  |
|  |                  |                  | 14          |    |             |             |  |       |       |       |  |
|  |                  |                  | C.U.B.A.    | 27 |             |             |  |       |       |       |  |
|  | C.U.B.A.         | 21               | C.U.B.A.    | 27 |             |             |  |       |       |       |  |
|  | C.U.B.A.         | 21               |             |    |             |             |  |       |       |       |  |
|  | Pucará           | 9                |             |    |             |             |  |       |       |       |  |
|  | Pucará           | 9                |             |    |             |             |  |       |       |       |  |
|  |                  |                  |             |    |             |             |  |       |       |       |  |

### Cuartos de final
| 11 de octubre, 15:30 (UTC-3) | C.U.B.A. | 21 - 9  | Pucará | CASI, San Isidro               |                                |
|                              |          | Reporte |        | Árbitro(s): Gustavo Tomanovich | Árbitro(s): Gustavo Tomanovich |

| 12 de octubre, 15:30 (UTC-3) | Newman | 15 - 20 | Belgrano AC | CASI, San Isidro                 |                                  |
|                              |        | Reporte |             | Árbitro(s): Ignacio Iparraguirre | Árbitro(s): Ignacio Iparraguirre |

### Semifinales
| 18 de octubre, 16:10 (UTC-3) | Hindú | 18 - 16 | Belgrano AC | CASI, San Isidro |  |
|                              |       | Reporte |             |                  |  |

| 19 de octubre, 16:10 (UTC-3) | La Plata RC | 14 - 27 | C.U.B.A. | CASI, San Isidro                 |                                  |
|                              |             | Reporte |          | Árbitro(s): Ignacio Iparraguirre | Árbitro(s): Ignacio Iparraguirre |

### Final
| 25 de octubre, 16:40 (UTC-3) | Hindú | 29 - 17 | C.U.B.A. | CASI, San Isidro             |                              |
|                              |       | Reporte |          | Árbitro(s): Federico Anselmi | Árbitro(s): Federico Anselmi |

Hindú Club

Campeón

8.º título

7.º Top 14

## Séptima plaza para el Nacional
|  | Semifinales | Semifinales          | Semifinales |          |                      | Final                | Final | Final |  |
|  |             |                      |             |          |                      |                      |       |       |  |
|  |             |                      |             |          |                      |                      |       |       |  |
|  | 1           | Atlético del Rosario | 26          |          |                      |                      |       |       |  |
|  | 1           | Atlético del Rosario | 26          |          |                      |                      |       |       |  |
|  | 4           | Alumni               | 23          |          |                      |                      |       |       |  |
|  | 4           | Alumni               | 23          |          | Atlético del Rosario | Atlético del Rosario | 31    |       |  |
|  |             |                      |             |          | Atlético del Rosario | Atlético del Rosario | 31    |       |  |
|  |             |                      | C.A.S.I.    | C.A.S.I. | 35                   |                      |       |       |  |
|  | 3           | C.A.S.I.             | C.A.S.I.    | C.A.S.I. | 35                   | 22                   |       |       |  |
|  | 3           | C.A.S.I.             |             |          |                      | 22                   |       |       |  |
|  | 2           | S.I.C.               | 10          |          |                      |                      |       |       |  |
|  | 2           | S.I.C.               | 10          |          |                      |                      |       |       |  |
|  |             |                      |             |          |                      |                      |       |       |  |

### Semifinales
| 18 de octubre, 15:30 (UTC-3) | Atlético del Rosario | 26 - 23 | Alumni | Plaza Jewell, Rosario |  |

| 18 de octubre, 15:30 (UTC-3) | C.A.S.I. | 22 - 10 | S.I.C. | Newman, Benavídez |  |

### Final
| 26 de octubre, 15:30 (UTC-3)                                                   | Atlético del Rosario | 31 - 35 | C.A.S.I. | Newman, Benavídez |  |
| C.A.S.I. obtuvo la séptima plaza y la clasificación al Nacional de Clubes 2015 |                      |         |          |                   |  |

## Clasificados al Nacional
| Hindú | La Plata RC | C.U.B.A. | Newman | Belgrano AC | Pucará | C.A.S.I. |